# Tripteroides adentata
Tripteroides adentata är en tvåvingeart som beskrevs av Assem 1959. Tripteroides adentata ingår i släktet Tripteroides och familjen stickmyggor. Inga underarter finns listade i Catalogue of Life.